# Johann Nepomuk von Fuchs
Johann Nepomuk von Fuchs (ur. 15 maja 1774 w Mattenzell koło Falkenstein, zm. 5 marca 1856 w Monachium) – niemiecki chemik i mineralog oraz bawarski tajny radca (niem. Geheimrat). Od jego nazwiska pochodzi nazwa minerału fuchsyt (fuksyt, muskowit chromowy).

## Życiorys
- 1807 – profesura na Uniwersytecie w Landshut (katedra chemii i mineralogii)
- 1823 – konserwator zbiorów mineralogicznych w Monachium
- 1853 – odznaczenie bawarskim Orderem Maksymiliana za Naukę i Sztukę
- 1854 – profesura na Uniwersytecie Ludwika i Maksymiliana w Monachium (katedra mineralogii)
- 1854 – nadanie szlachectwa

## Prace (wybór)
- 1824: Über den gegenseitigen Einfluss der Chemie und Mineralogie
- 1825: Über ein neues nutzbares Produkt aus Kieselerde und Kali
- 1830: Über Kalk und Mörtel
- 1837: Handbuch der Naturgeschichte
- 1842: Naturgeschichte des Mineralreichs
- 1844: Über die Theorien der Erde, den Amorphismus festen Körper und den gegenseitigen Einfluss der Chemie und Mineralogie
- 1857: Bereitung, Eigenschaften und Nutzanwendung des Wasserglases mit Einschluss der Stereochromie (wydane pośmiertnie)